# Brian Le

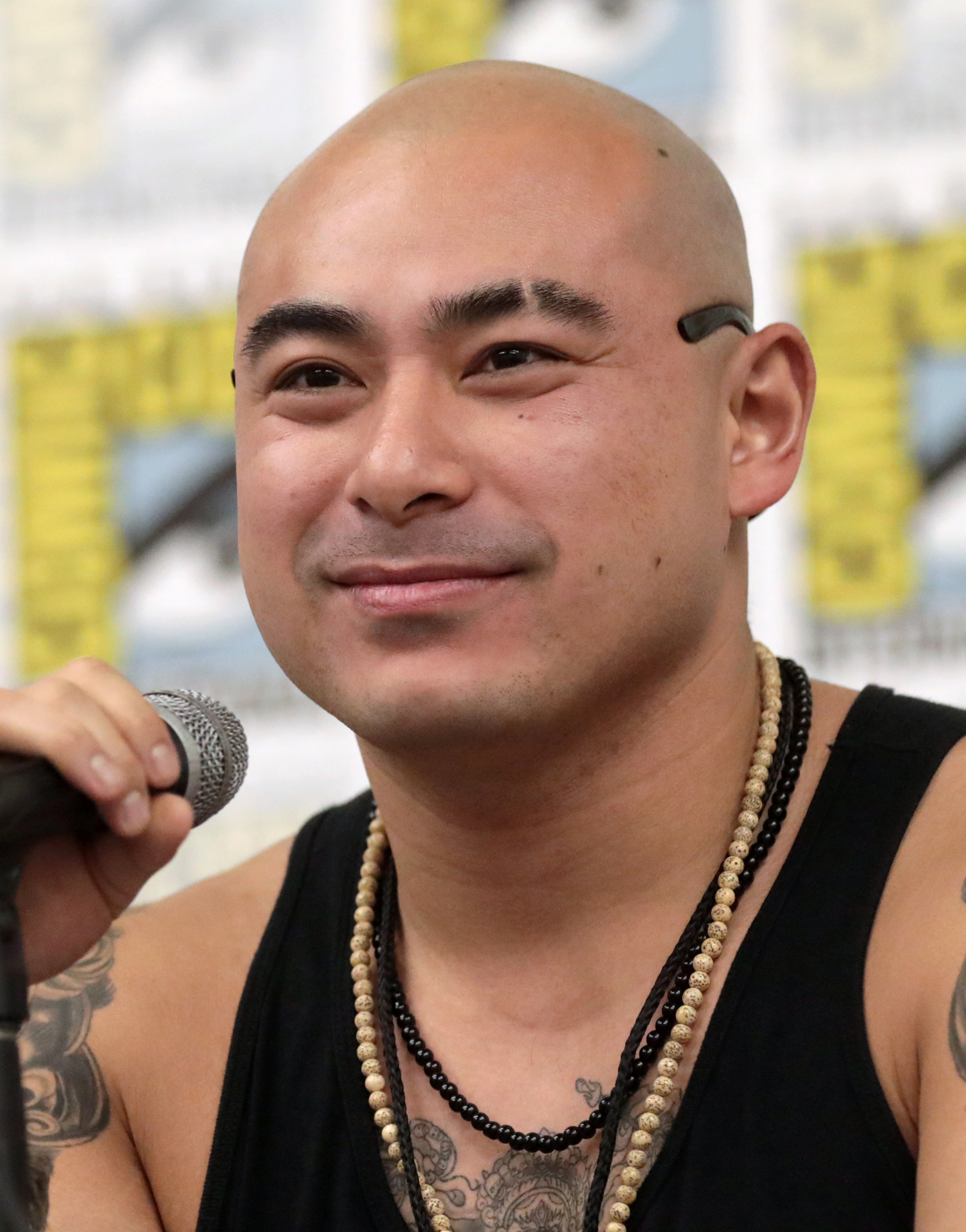
Brian Le (2021 San Diego Comic-Con)

Brian Le (* 27. Juni 1993 in Orange, Kalifornien) ist ein US-amerikanischer Kampfkünstler, Schauspieler und Stuntman vietnamesischer Abstammung. Er wurde vor allem durch seine Auftritte in Martial-Arts-Filmen und -Serien sowie als Mitglied des Stunt-Teams Martial Club bekannt.

## Leben und Karriere
Brian Le wurde im US-Bundesstaat Kalifornien geboren und wuchs gemeinsam mit seinem Bruder Andy Le auf. Die beiden begannen bereits in jungen Jahren, sich autodidaktisch in traditionellen Kung-Fu-Stilen zu schulen. Später gründeten sie gemeinsam mit Daniel Mah das Stuntteam Martial Club, das durch aufwendig choreografierte Kampfszenen auf YouTube größerer Bekanntheit erlangte.
Seinen Durchbruch im Filmbereich hatte Brian Le mit Nebenrollen und Stuntarbeiten in diversen Martial-Arts-Produktionen. 2021 war er Teil des Stunt-Teams für den Marvel-Film Shang-Chi and the Legend of the Ten Rings. Im Jahr 2022 wirkte er an der Oscar-prämierten Actionkomödie Everything Everywhere All at Once mit, sowohl vor der Kamera als auch als Teil des Choreografie-Teams.
2024 übernahm er eine tragende Rolle in der Netflix-Serie The Brothers Sun, in der er an der Seite von Michelle Yeoh den Charakter JC Wang verkörperte.

## Filmografie (Auswahl)

### Film
- 2015: Unlucky Stars
- 2017: Luc Van Tien: Kung Fu Krieger (Luc Van Tien: Tuyet Dinh Kungfu)
- 2020: The Paper Tigers
- 2021: Shang-Chi and the Legend of the Ten Rings
- 2022: Everything Everywhere All at Once
- 2022: Shadow Master
- 2024: Bangkok Dog

### Fernsehen
- 2019: Wu-Tang: An American Saga (1 Folge)
- 2023: American Born Chinese (2 Folgen)
- 2024: The Brothers Sun (2 Folgen)